# Claudine Bouzonnet-Stella
Claudine Bouzonnet-Stella (Lyon, 7 de julio de 1636-París, 1 de octubre de 1697) fue una grabadora francesa. Muchos de sus grabados los realizó a partir de dibujos y pinturas de su tío Jacques Stella, de quien recibió su formación artística, y de Nicolas Poussin. 

## Trayectoria
Hija de Madeleine Stella y el orfebre Etienne Bouzonnet, se formó artísticamente en París con su tío, el pintor Jacques Stella, que después de haber colaborado con varios grabadores durante muchos años antes de lograr un éxito considerable como pintor, decidió abrir su propio taller para producir grabados a partir de sus diseños. Para ello, contrató a sus sobrinos, Claudine, Antoinette, Francoise y Antoine, quienes se mudaron de Lyon a sus apartamentos en el Museo del Louvre. Sin embargo, es probable que Claudine también recibiera formación de otro profesional, pues como grabador su tío se había limitado a emplear la técnica del aguafuerte.
Después de la muerte de Jacques Stella, en 1657, Bouzonnet-Stella se convirtió en directora del taller y el rey le otorgó derechos exclusivos para publicar grabados a partir de los dibujos de su tío. En el mismo año editó Juegos y pasatiempos de la infancia, un conjunto de cincuenta láminas que ella misma había grabado a partir de una serie de dibujos de Jacques Stella.
En 1667 publicó Pastorales, un conjunto de dieciséis grabados de tema rural. Aunque estos también se publicaron como obras de Stella, no se han encontrado los originales ni se mencionan los dibujos en un inventario conservado del taller, lo que lleva a algunos historiadores del arte a sugerir que los dibujos podrían haber sido realizados por la propia Bouzonnet-Stella. También produjo grabados a partir de los trabajos del pintor Nicolas Poussin, quien había sido un amigo cercano de su tío, y según sus propios dibujos. Para estos últimos, sin embargo, Bouzonnet-Stella no actuó como su propia editora.  

Su técnica combinaba aguafuerte y buril. A finales del siglo XVIII, el grabador británico y anticuario Joseph Strutt escribió sobre sus grabados: 
 Si no se ejecutan con esa precisión y pulcritud, que se encuentra en los mejores maestros franceses, poseen bellezas que superan todos los defectos de esa naturaleza. Las partes desnudas de las figuras están muy bien dibujadas; y los caracteres de las cabezas están finamente expresados. Delineó las otras extremidades con gran gusto y corrección. 
 Bouzonnet-Stella murió en París en 1697.

## Obra
Bouzonnet Stella abrió los grabados de sus láminas a partir, principalmente, de obras de Jacques Stella y Nicolas Poussin. Entre ellos: 

### A partir de obras de Jacques Stella
- Juegos y pasatiempos de la infancia (1657), un conjunto de 50 planchas.
- Pastorales (1667), un conjunto de 17 planchas, incluida una página de título.
- Los desposorios místicos de Santa Catalina.
- Cristo a la Columna.[5]
- Serie de la Vida y Pasión de Cristo (incompleta): Entrada triunfal en Jerusalén, Última cena, Lavatorio, Oración en el huerto de los Olivos, Beso de Judas, Cristo ante Anás, Cristo ante Caifás, Cristo ante Pilatos, Ultrajes, Pilatos mostrando a Cristo al pueblo, Cristo conducido al Calvario y Crucifixión. Las planchas se inscribieron tras la muerte de Claudine como basadas en diseños de Poussin, pero en realidad reproducían pinturas de Jacques Stella citadas en el testamento de la grabadora, junto con las matrices.

### A partir de obras de Nicolas Poussin
- El pequeño Moisés abandonado por sus padres en las aguas del Nilo.
- Moisés golpeando la roca del monte Horeb.
- San Pedro y San Juan curando al cojo.
- La Sagrada Familia con San Juan ofreciendo una manzana al Niño Jesús.[5]
- La Sagrada Familia en las escaleras con san Juanito y santa Ana.
- Sagrada Familia con putti.

## Galería

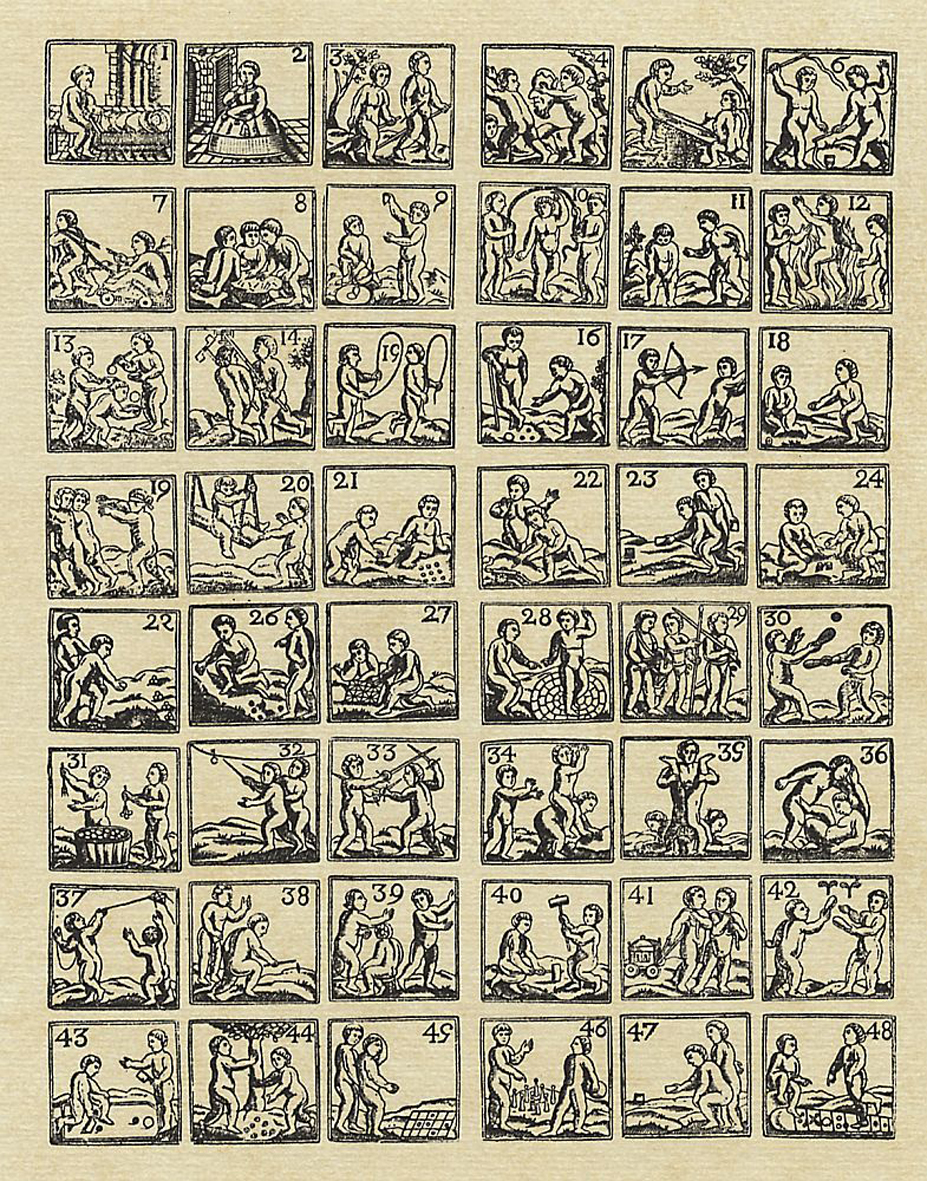
Auca de juegos infantiles.
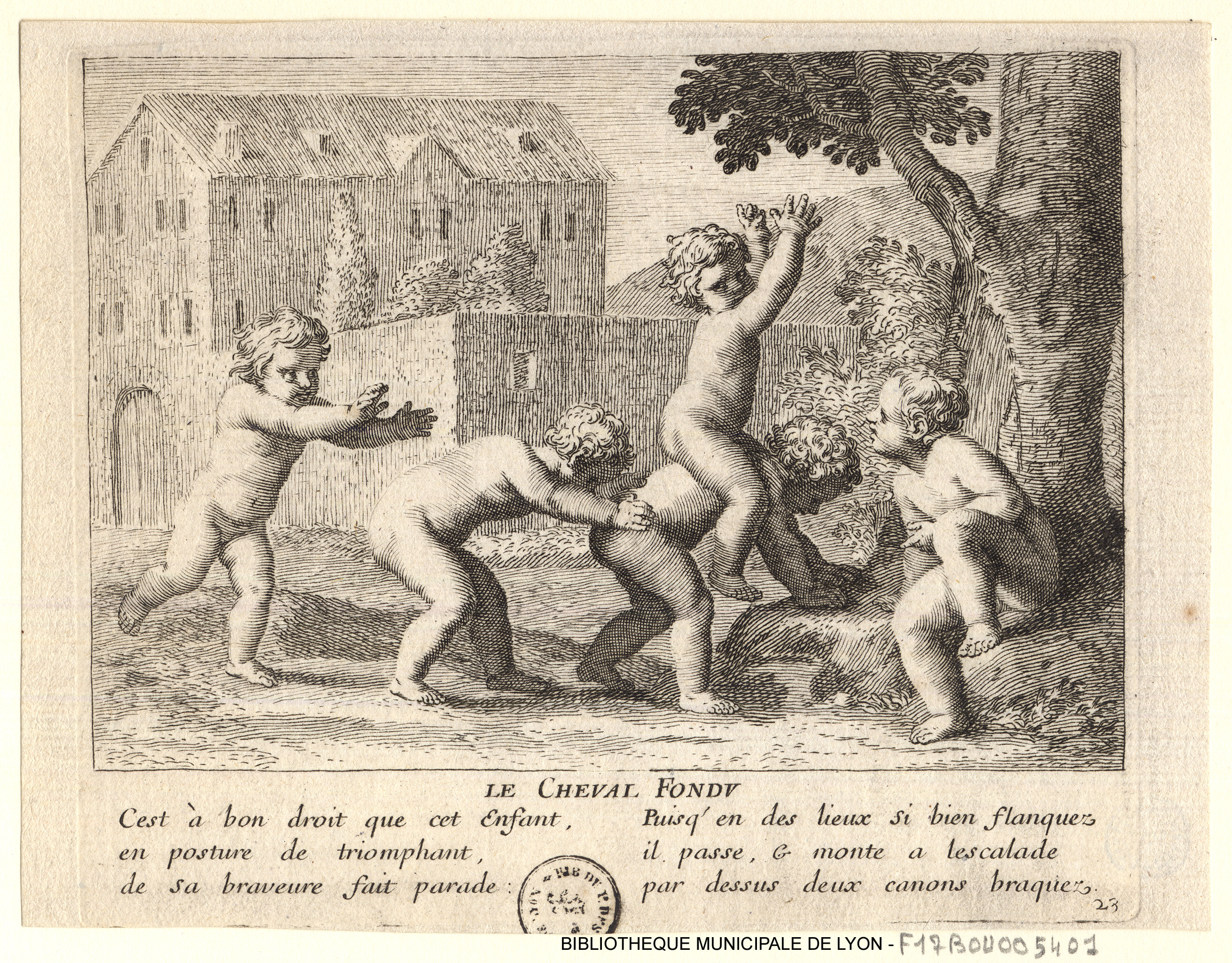
Les jeux et plaisirs de l'enfance, grabado por Claudine Bouzonnet-Stella después de Jacques Stella.
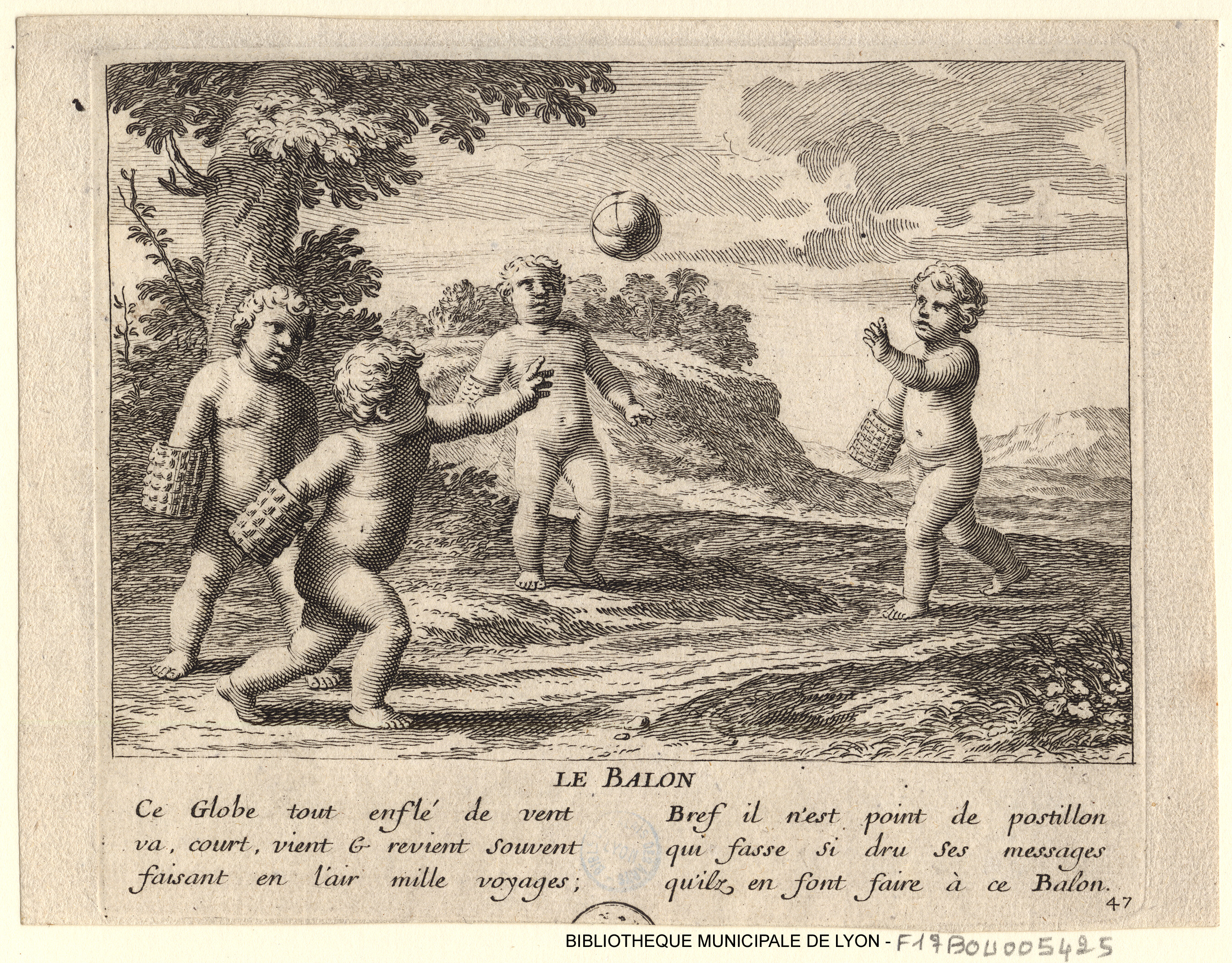
Les jeux et plaisirs de l'enfance, grabado por Claudine Bouzonnet-Stella después de Jacques Stella.
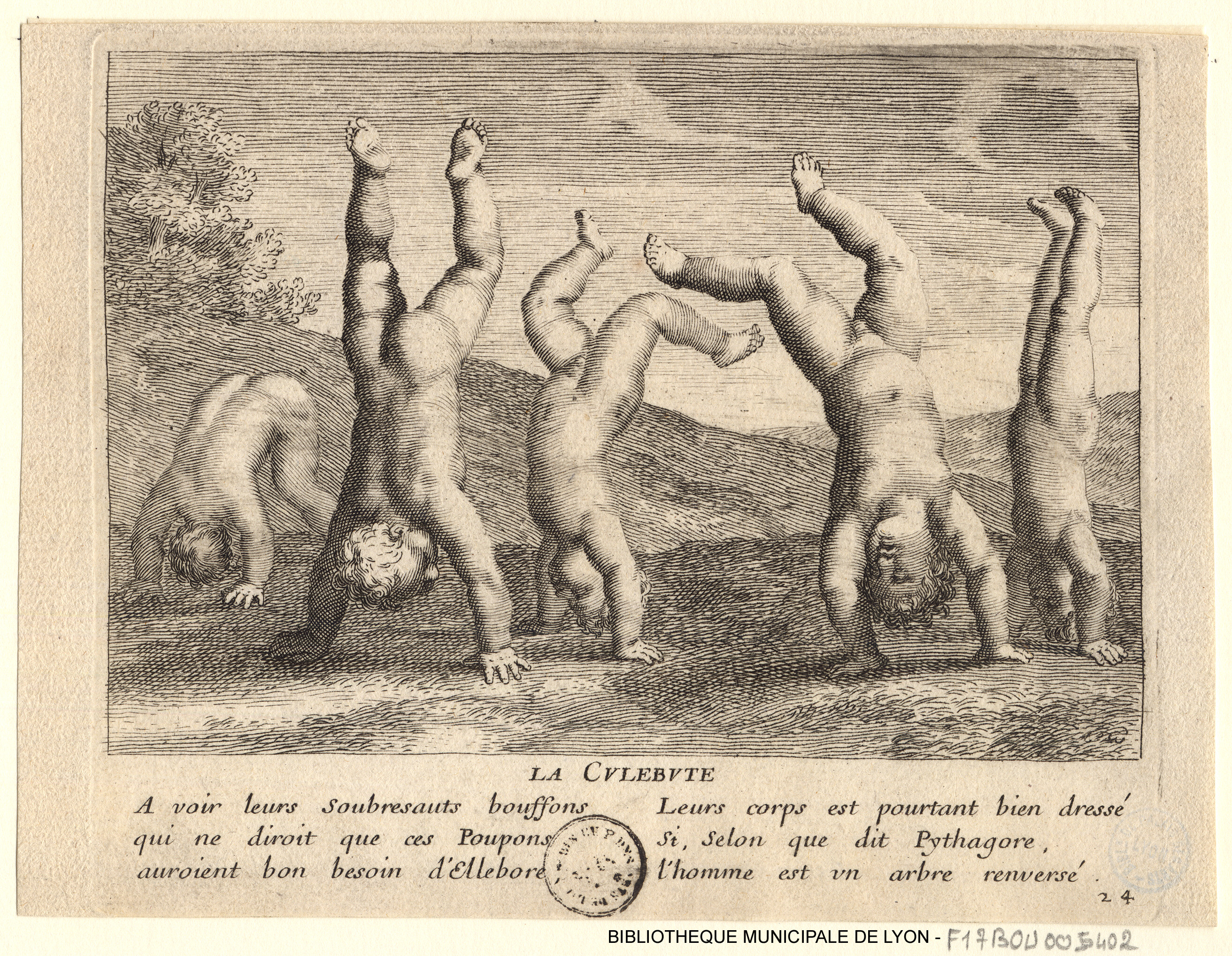
Les jeux et plaisirs de l'enfance, grabado por Claudine Bouzonnet-Stella después de Jacques Stella.